# Korčula
Korčula (gr. Κορκυρα Μελαινα, łac. Corcyra Nigra, starosł. Krkar, wł. Curzola) – górzysta wyspa u wybrzeży Chorwacji, położona w południowej Dalmacji.

## Geografia
Wyspa ma powierzchnię 271,47 km². Jej długość wynosi 46,8 km; a szerokość 5,3 do 7,8 km. Długość linii brzegowej wynosi 190,7 km. Najwyższe szczyty to Klupca o wysokości 568 m n.p.m. i Kom 510 m n.p.m. Wyspa porośnięta jest roślinnością śródziemnomorską (makią).
Korčulę zamieszkuje ok. 17 tys. osób, a największe miejscowości to:

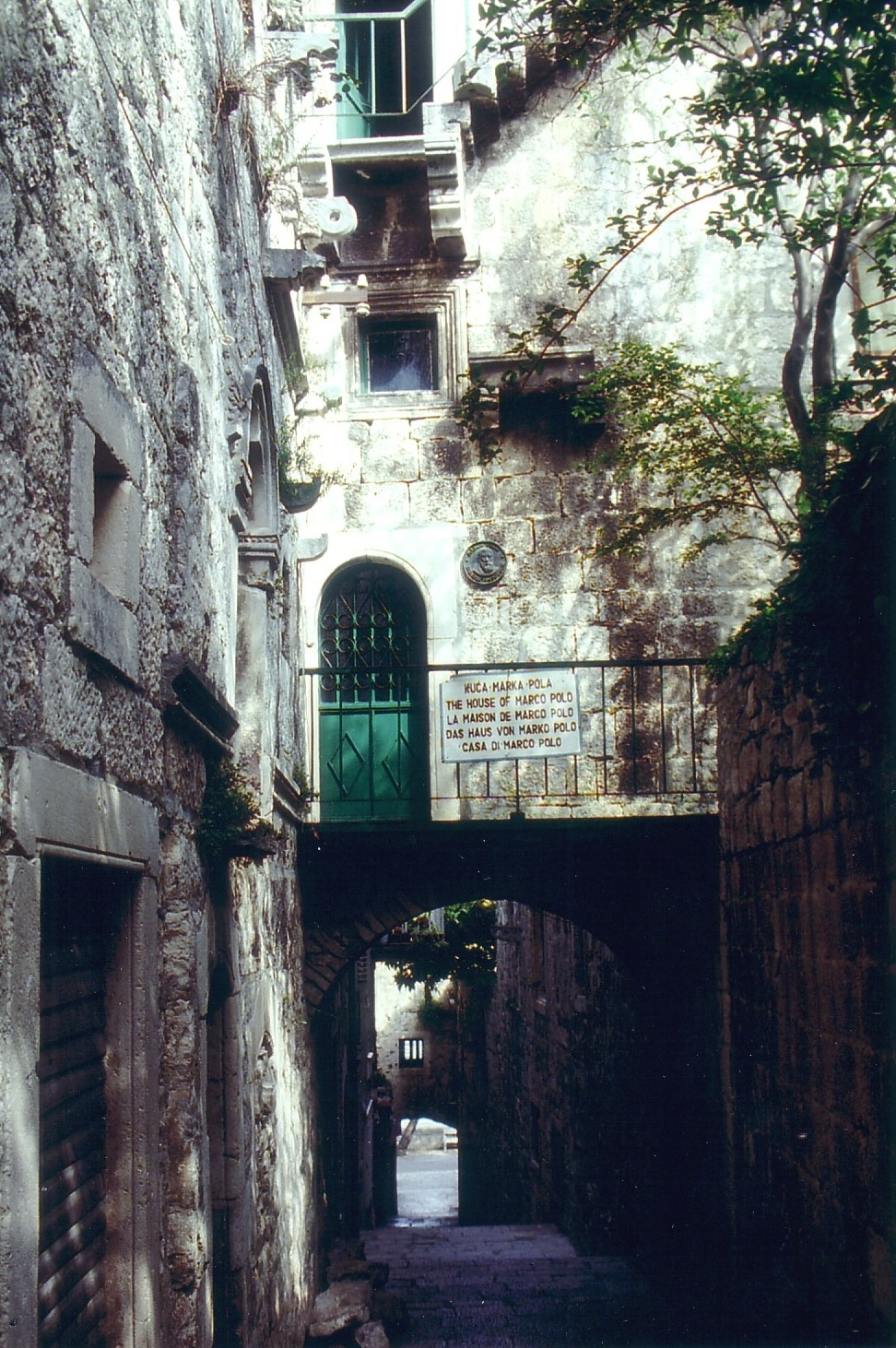
Domniemane miejsce urodzenia Marco Polo

- Korčula
- Blato
- Vela Luka
- Lumbarda
- Žrnovo

## Historia
Legenda głosi, że wyspa została odkryta przez Antenora w dwunastym wieku przed naszą erą, który według innej legendy uznawany jest również za założyciela Patavium (Padwa).
Pierwszymi osadnikami tejże wyspy byli ludzie z epoki mezolitu i neolitu. Potwierdzają to wykopaliska w Vela Spila i jaskinia Jakas niedaleko miejscowości Zrnovo.
Kolejnym ludem, który postanowił owe tereny zasiedlić, byli Ilirowie. Przyjmuje się, że Ilirowie pojawili się na Bałkanach około 1000 lat p.n.e. Byli oni na wpół koczowniczymi ludźmi, żyjącymi z uprawy roli. Na wyspie zostały znalezione liczne kamienne budynki i fortece pozostawione przez Ilirów.
W VI wieku p.n.e. powstała tam kolonia Greków z Korfu (starożytnej Kerkyry). Grecy nazwali ją „Czarną Kerkyrą” na cześć ich ojczyzny oraz gęstych lasów sosnowych znajdujących się na wyspie.
Greckie artefakty, np. nagrobki wyrzeźbione w marmurze, można znaleźć w miejskim muzeum w Korčuli. Kamienna inskrypcja znaleziona w Lumbardzie, która jest równocześnie najstarszym kamiennym zabytkiem w Chorwacji, mówi, że w trzecim wieku p.n.e. greccy osadnicy z miasta Issa (wyspa Vis) założyli na wyspie inną kolonię. Obie wspólnoty żyły ze sobą w pokoju aż do wojen iliryjskich prowadzonych z Rzymianami w latach 220 p.n.e. do 219 p.n.e.
Po wojnach iliryjskich wyspa została rzymską prowincją. Migracja Rzymian spowodowała szybkie zaludnienie Korczuli przez obywateli rzymskich. Ślady po rzymskich willach na całym terytorium wyspy wskazują na zaawansowaną kulturę rolną. W VI wieku n.e. Korczula została włączona w ziemie Cesarstwa Bizantyńskiego.
W VI i VII wieku wielkie wędrówki ludów sprowadziły na wyspę Słowian oraz Awarów. W związku z tym, że ludy barbarzyńskie rozpoczęły osiedlanie się na wybrzeżu, rzymscy obywatele musieli uciekać z terenów przez nich wcześniej zaludnionych w głąb wyspy. Z biegiem czasu, Słowianie przejęli kontrolę nad obszarem, gdzie rzeka Neretwa wpływa do Adriatyku, a później również nad całą wyspą Korczulą.
Chrystianizacja Chorwatów rozpoczęła się w IX wieku, lecz ludy te chrześcijaństwo przyjęły w pełni dopiero później. Neretwańczycy, którzy przystosowali się do warunków tamże panujących i nauczyli się żeglować, w znacznej części zostali piratami, siejącymi postrach na całym akwenie. Kupcy weneccy, przepływający przez ów akwen, płacili coroczną daninę aby nie zostać napadniętymi przez piratów znad Neretwy.
Od IX wieku wyspa była na krótko pod niepewnym i symbolicznym panowaniem bizantyńskiego senioratu. W 998 Księstwo Pogan przypadło pod władze weneckie. Doża Pietro II Orseolo rozpoczął morską ekspedycję wzdłuż brzegu i objął tytuł księcia Dalmacji. Wkrótce Korczula przypadła władzy plemiennemu państwu Zahumlan.
W dwunastym wieku Korczula została podbita przez weneckiego szlachcica Pepona Zorzi i włączona na krótko w granice Republiki Weneckiej. W tym czasie lokalne władze Korczuli polepszyły swoje stosunki dyplomatyczne i wprowadziły przepisy regulujące charakter miasta, aby ochronić niepodległość wyspy.
10 sierpnia 1184 bracia Stefana Nemani, Miroslav i Stracimir, rozpoczęli atak na wyspę, najeżdżając jej żyzne zachodnie tereny. Mieszkańcy wyspy poprosili o pomoc Republikę Dubrownika, która im pomogła i przechwyciła wszystkie okręty Stracimira.
W 1214 roku powstał Statut Korczuli. Była to druga legislacja wśród Słowian, zaraz po dokumencie Ruska Prawda datowanego na przełom XI i XII wieku. Statut zagwarantował wyspie autonomię od Księstwa Raška, Księstwa Zahumlje, Republiki Raguzy oraz Wenecji. W celu zwiększenia obronności wyspy zostało stworzonych pięć kapitanatów, w każdej z pięciu osad. Korczula liczyła w tamtym czasie około 2,5 tysiąca mieszkańców.
W 1221 papież Honoriusz podarował wyspę Księżniczce Krrki.
Miasto Korčula uważane jest za miejsce narodzin słynnego weneckiego podróżnika, Marco Polo. Na początku lat 60. XX wieku tu powstała Korczulańska Szkoła Letnia.

## Gospodarka
Gospodarka Korčuli bazuje na wpływach z turystyki. Wyspa wraz ze swoim największym miastem Korčulą, nazywaną „małym Dubrownikiem”, przyciąga wielu urlopowiczów, głównie w sezonie letnim. Do innych dochodowych gałęzi należy uprawa figowców, winorośli i oliwek, a także rybołówstwo.